# Agulha do Diabo
De Agulha do Diabo (uit het Portugees: "Naald van de Duivel") is een rotsformatie van 2.050 meter hoogte in de Braziliaanse deelstaat Rio de Janeiro. De berg staat in het Nationaal park Serra dos Órgãos. Hij is te bereiken vanuit de plaats Teresópolis.

## Naamgeving
De berg werd eerst Penhasco Fantasma ("Spookklif") genoemd. De huidige naam is voorgesteld door bergbeklimmer Günther Buchheister. In het gebied bevinden zich veel bergen met religieuze namen: Dedo de Deus ("Vinger van God"), Dedo de Nossa Senhora ("Vinger van Onze-Lieve-Vrouwe"), Pedra de São João ("Rots van Sint-Jan"), Pedra de São Pedro ("Rots van Sint-Pieter"), Pedra do Sino ("Rots van de Kerkklok")... Buchheister vond dat bij een dergelijke moeilijke beklimming de duivel ook aanwezig moest zijn.
Bovendien bevindt de formatie zich binnen een komvormige bergrug, die op sommige plekken hoger is dan de Agulha do Diabo. Op zomeravonden zijn er hier vaak roodgekleurde wolken te zien, wat het beeld geeft van een duivelse ketel met rode vlammen.

## Eerste beklimming
In 1940 voerden Günther Buchheister, Raul Fioratti en Giuseppe Toselli een aantal expedities uit in het gebied. Hierbij beklommen zij de Pedra de São João en de Pedra de São Pedro. Op 24 en 25 augustus van dat jaar bereikten zij het plateau van de Agulha do Diabo, in gezelschap van Edmundo Braga en Antônio Samarão. Op 7 en 8 september bedwongen zij de rotsspleet Chaminé da Unha ("Schoorsteen van de Nagel"). Deze naam verwijst naar een rots die als een "vinger" aan de berg vastgekleefd lijkt.
In juni 1941 voerden ze vier nieuwe expedities naar de berg uit. Tijdens de derde expeditie werden ze begeleid door Roberto Menezes. Tijdens de vierde expeditie op 29 juni bereikte Giuseppe Toselli als eerste de top.

## Route
De formatie is vanuit Teresópolis te bereiken. Na de Pedra do Sino moet men de Caminho das Orquídeas ("Weg van de Orchideeën) nemen. Het is een lastige beklimming. In de rotsspleet Chaminé da Unha bevindt de beklimmer zich tussen twee rotsen, en moet zich met zijn rug tegen de ene rots afzetten, en met de voeten tegen de andere.
Bij de top is aan de berg is een staalkabel aangebracht om de beklimming te vermakkelijken. Deze is gebroken geweest, maar is op 26 februari 2000 gerepareerd door de organisatie Interclubes. Op de top bevindt zich een stalen kistje met een schrift waarin men zijn naam kan vermelden na de beklimming.